# Edmund Menachem Eisler
Edmund Menachem Eisler (in ebraico אדמונד מנחם אייזלר; Trnava, 1850 – Alta Ungheria, 1942) è stato uno scrittore e giornalista slovacco di origini ebraico-slovacche, noto soprattutto per il suo romanzo utopico Ein Zukunftsbild / Un'immagine futura (1885) che secondo alcuni anticipò di un decennio il progetto politico sionista di Theodor Herzl.
Figlio di Daniel e Sophie Eisler, Edmund Menachem Eisler nacque nel 1850 a Trnava, piccolo villaggio nei pressi di Bratislava. Sulla scia dell'Illuminismo ebraico, la cosiddetta Haskalah, studiò le principali lingue e le opere della cultura europea, interessandosi specialmente a quella tedesca. Scrisse infatti in tedesco tutti i suoi romanzi la cui poche copie si trovano ora conservate in alcune biblioteche in Europa, Stati Uniti e Israele.

## Produzione letteraria
Il primo romanzo di Edmund M. Eisler è Sein eigener Anwalt. Roman, (1875) dedicato ai propri genitori. A dieci anni di distanza seguì la pubblicazione dell'utopia Ein Zukunftsbild. Romantische Gemälde. (1885) Il romanzo che Eisler pubblicò anonimamente a Vienna racconta dell'esodo degli ebrei europei guidati dal giovane Abner e dell'instaurazione di uno nuovo regno ebraico in Palestina governato dallo stesso Abner, eletto quale re d'Israele.
Nel 1904 Eisler pubblicò a Budapest Juda. Episches Gedicht, un’epopea lirica sulla storia del popolo ebraico che approfondiva alcuni temi precedentemente toccati nella sua utopia attraverso la lente dello storicismo. Infine, nel 1905 Eisler pubblicò una poesia intitolata Sehnsucht all’interno del volume Die Stimme der Wahrheit. Il libro, dedicato al sionismo scientifico, testimonia dell'interesse e dell'avvicinamento di Eisler al movimento politico sionista.
Edmund M. Eisler e la sua produzione letteraria furono a lungo dimenticati per essere stati riscoperti verso la metà degli anni Quaranta da Peretz Sandler. Nel 1946 Sandler pubblicò un articolo in ebraico sul giornale "Davar" in cui sponsorizzò il ritrovamento dell'utopia di Eisler. Pochi anni dopo Sandler assieme a un altro studiooso, Getzel Kressel fecero uscire la prima antologia di utopie ebraiche moderne, definite utopie sioniste, Ḥezyonei Medinah [Immagini di uno stato] (1954), in cui fu inclusa anche la traduzione in ebraico dell'utopia di Eisler.

## Opere
- Sein eigener Anwalt. Roman [Il suo avvocato. Un romanzo], Köttrich und Zimmermann, Pressburg 1875.
- Ein Zukunftsbild. Romantische Gemälde [Un'immagine futura. Un dipinto romantico], Druck und Verlag von Holzwarth, Wien 1885.
- Juda. Episches Gedicht [Giuda. Un epico racconto], Druck von Grosz und Grünhut, Budapest 1904.
- Sehnsucht [Nostalgia], in Die Stimme der Wahrheit. Jahrbuch für wissenschaftlichen Zionismus, Verlag N. Philippi, Würzburg 1905.